# Serginho Fraldinha
Sérgio Ricardo Ramalho, detto Serginho Fraldinha (San Paolo, 27 maggio 1973), è un ex calciatore brasiliano, di ruolo attaccante.

## Caratteristiche tecniche
Giocava come attaccante.

## Carriera

### Club
Dopo il debutto nel Palmeiras, si trasferì al Santos, dove giocò quattordici partite in Série A, prima di lasciare il club per accasarsi al più piccolo São José, sempre nello stato di San Paolo. Nella partita del suo debutto con tale squadra subì un infortunio e non poté giocare altre gare. Nel 1997 fu contattato dal Clube de Futebol União di Madera, con cui giocò per una stagione. Dopo una breve esperienza in Africa con lo Stade Tunisien, è tornato in Portogallo, dove ha chiuso la carriera.

### Nazionale
Con la Nazionale di calcio del Brasile ha giocato il campionato mondiale di calcio Under-20 1991.

## Palmarès

### Club

#### Competizioni nazionali
- Campionato paulista: 2

Palmeiras: 1993, 1994